# Knavelsläktet
Knavelsläktet (Scleranthus) är ett till familjen nejlikväxter hörande släkte av små örter med nedliggande eller upprätt grenig stjälk, små tråd- eller syllika, motsatta blad utan stipler, som är förenade med slidorna omkring stjälken, samt små, vitaktiga eller gröna blommor med enkelt hylle, ställda i knippen i stjälkens och grenarnas spets. Frukten är nöt.
I Sverige förekommer vitknavel (S. perennis) och grönknavel (S. annuus).